# نادرة ايساييفا
نادرة ايساييفا (بالروسية: Нади́ра Иса́ева) هي صحفية روسية إكتسب سمعة دولية بسبب تغطيتها لقضايا الأمن في شمال القوقاز وحصلت على الجائزة الدولية لحرية الصحافة في عام 2010.